# Bastidor Norton Isolastic

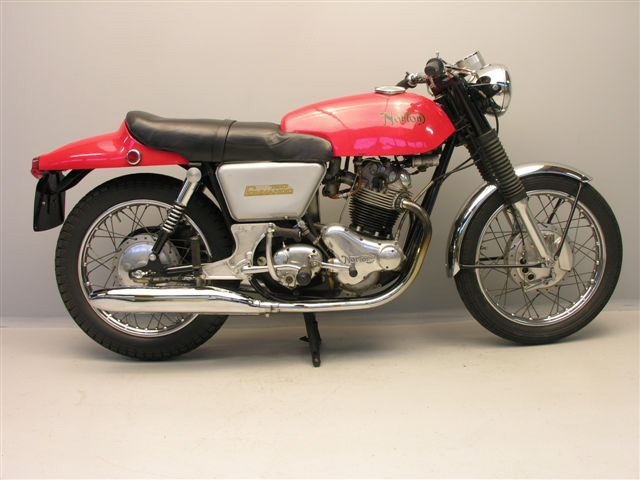
Norton Commando 'Fastback' de 750 cc (1969)

El bastidor Norton Isolastic era un cuadro de motocicleta con apoyos elásticos diseñado para atenuar las vibraciones del motor, denominado por Norton como GlideRide.
Ideado a mediados de los años 1960, utilizaba un sistema de montantes de conexión entre el motor y el bastidor que incorporaba pivotes elásticos Silentblock para aislar el bastidor y al motorista de las vibraciones generadas por el motor de dos cilindros en línea. Se desarrolló para su uso con el motor inclinado de las Norton Commando, mientras que el tradicional bastidor Featherbed continuó en producción hasta 1970 para el modelo Mercury, equipado con un motor vertical de 650 cc caracterizado por un comportamiento más suave.

## Historia

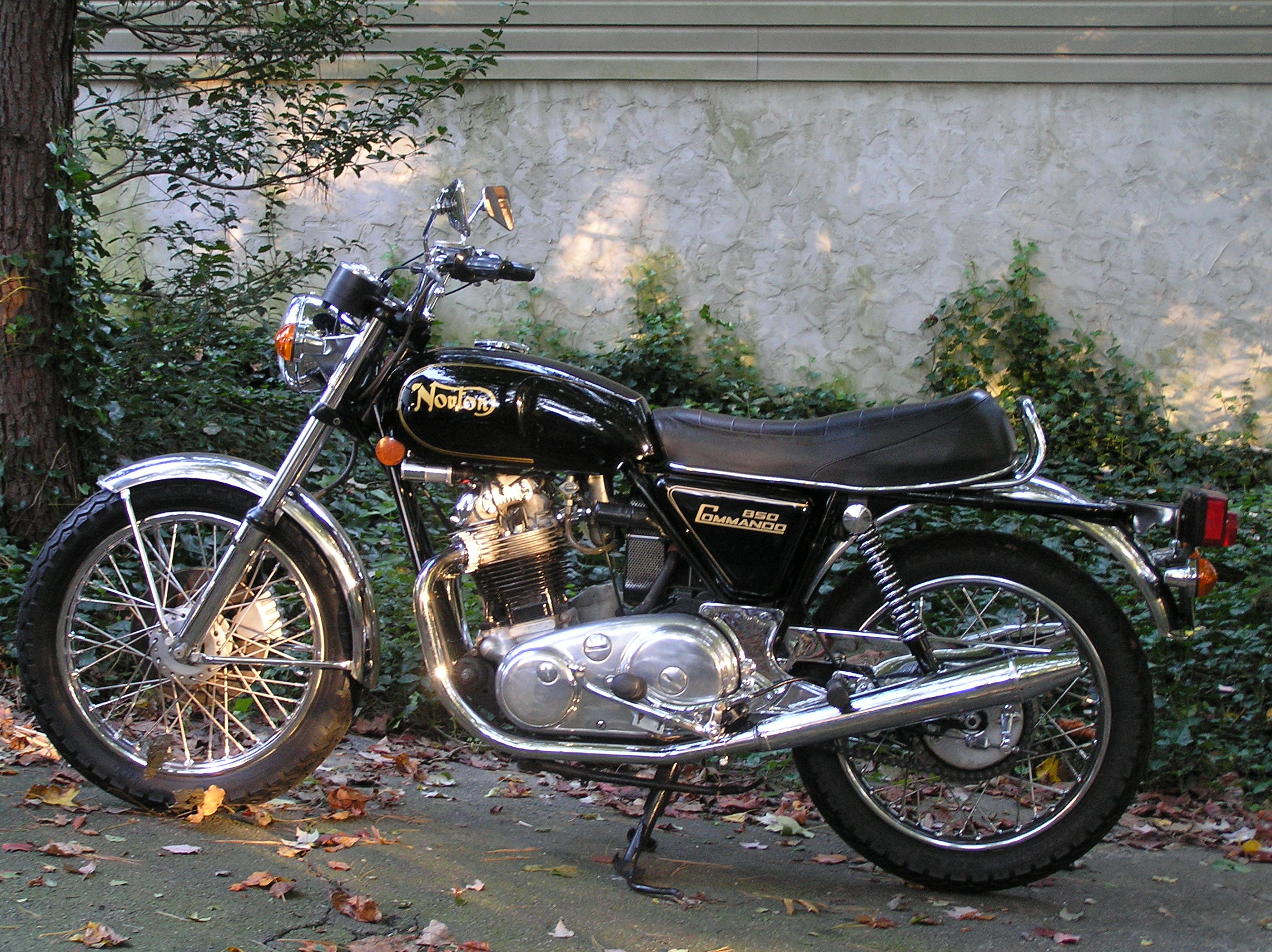
Norton Commando 850 cc con depósito pequeño (1973)

Tras el colapso en 1966 de AMC (la antigua empresa matriz de Norton), se estructuró una nueva empresa para producir motocicletas con el nombre de Norton Matchless Division, bajo la dirección de un nuevo grupo industrial, denominado Norton-Villiers Ltd.
Parte de los cambios involucraron la creación de un nuevo bastidor, diferente del diseño producido anteriormente por Reynolds Tubes en Tyseley, Birmingham, donde el tradicional bastidor Featherbed ("featherbed" significa colchón de plumas en inglés, aludiendo a su suavidad de marcha) se había producido desde la década de 1950,  siendo enviado para su ensamblaje en la fábrica de la marca de motocicletas Matchless de Woolwich, en Londres.
En un intento por aminorar el creciente problema de las vibraciones del motor que se transmitían a través del bastidor, provocado por el incremento de la cilindrada hasta los 750 cc en las Norton Atlas, Norton-Villiers decidió reemplazar el bastidor Featherbed en su modelo superior, y el resultado fue la Norton Commando, aunque las máquinas Norton-Matchless como la P11 continuaron usando los marcos convencionales de diseño Matchless.
El nuevo bastidor fue desarrollado por un exingeniero de Rolls-Royce, el Dr. Stefan Bauer, conjuntamente con Bernard Hooper, ingeniero jefe de Norton-Villiers, y con su asistente Bob Trigg.
El innovador diseño del bastidor silentblock lo hizo más suave gracias al uso de casquillos de goma para aislar el motor y el basculante del bastidor, de las horquillas y del motorista. Sin embargo, a medida que los casquillos de goma se deterioraban, la moto era propensa a desequilibrarse en trayectorias curvas a alta velocidad. Por lo tanto, estos modelos requerían un cuidadoso mantenimiento para ajustar el espacio existente entre el bastidor y los montantes utilizando cuñas.
Se introdujeron varias mejoras en 1969. Así, el bastidor se benefició de un reforzamiento y fortalecimiento adicionales, que, junto con una posición central ajustada, ayudó a mejorar la altura sobre el firme, un aspecto que se había criticado. Se introdujeron montantes de goma ligeramente más suaves para reducir el período de vibración de 1500 a 1900 rpm. Se introdujo un nuevo modelo llamado Commando S con un estilo alternativo caracterizado por un depósito diferente, guardabarros y un escape elevado.
La antigua fábrica Matchless de Woolwich se cerró el 25 de julio de 1969, y la producción se transfirió a una instalación nueva, pequeña y moderna, situada en Andover (Hampshire), cuando la gama se amplió a cinco variantes de la Norton Commando: Fastback, Roadster SS, máquinas de competición y Hi-Rider, todas con "construcción Isolastic: la revolucionaria respuesta de Norton a la vibración".
En 1971, el nombre de la compañía había cambiado de nuevo a Norton Villiers Europe Ltd. En 1973, se introdujo una variante en la Roadster denominada Interstate, con un tanque de combustible más grande de 27 litros de capacidad, sustituyendo al modelo original diseñado de acuerdo con la normativa estadounidense con un depósito de 18 litros. En 1974, el nombre de la compañía había cambiado una vez más, esta vez a Norton Triumph Europe Limited.

## Diseño

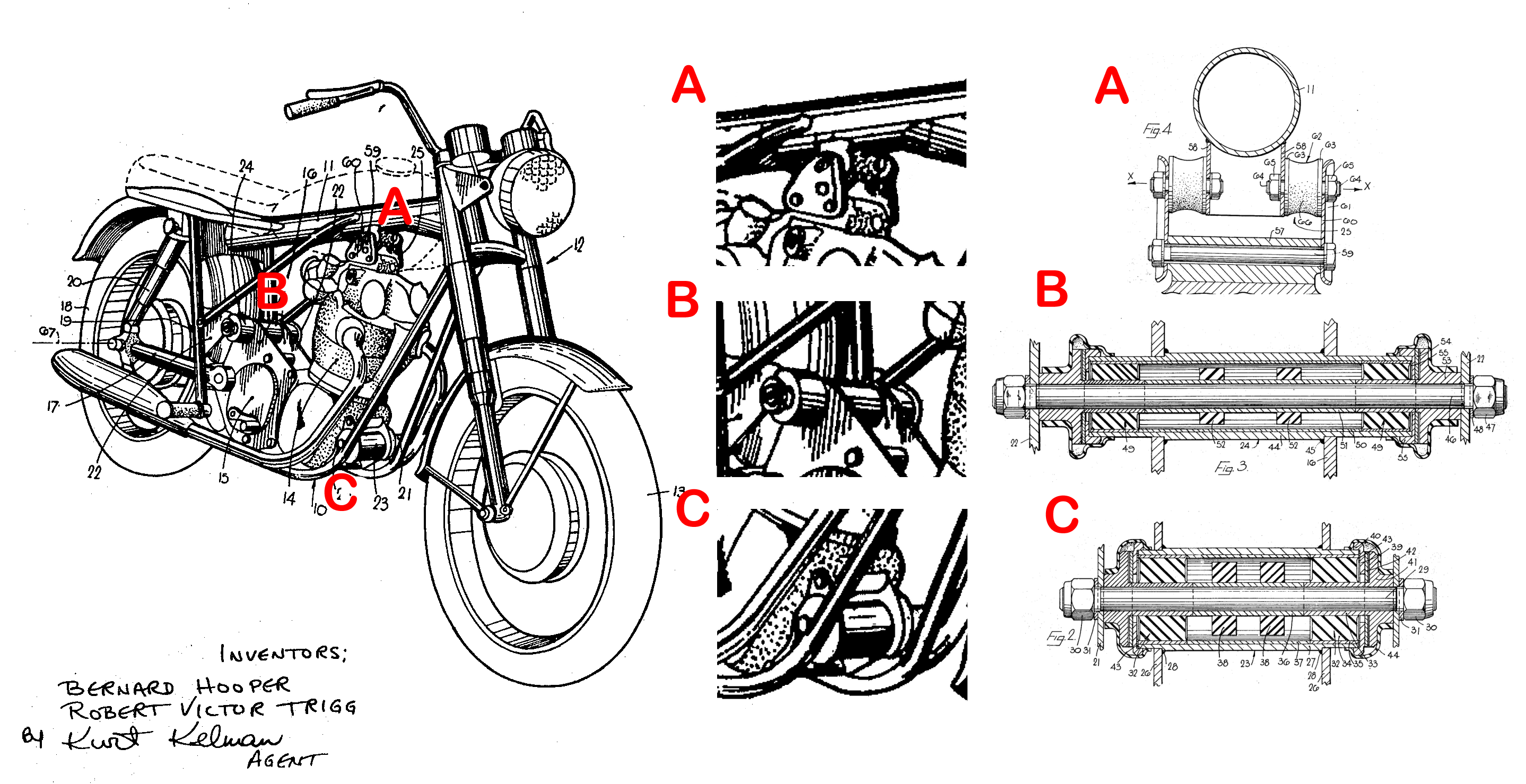
Bastidor Norton Isolastic, con los tres puntos de anclaje elásticos entre el bastidor y el bloque del motor (A, B y C). Los planos proceden de la patente original de 1967

El sistema isoelástico ideado por los técnicos de Norton, consistía en suspender el bloque del motor de tres puntos de anclaje por los que quedaba ligado elásticamente al bastidor. Los enlaces consisten en pasadores horizontales, paralelos al eje de la rueda trasera de la motocicleta, rodeados por una serie de anillos de goma, que quedan confinados entre los propios pasadores, los pasos cilíndricos huecos preparados al efecto en el bloque del motor, y los orificios laterales practicados en las pletinas soldadas a las barras del bastidor. 
Así, se tiene que:
- El enlace superior (A) consiste en dos semipasadores atornillados al bastidor, que pasan a través de dos anillos de goma confinados solo lateralmente. Dos pletinas metálicas de forma triangular atornilladas de lado a lado en dos puntos sirven para conectar directamente los semipasadores con el bloque del motor. Esta configuración permite amortiguar las vibraciones horizontales, aunque no las verticales, misión encomendada a los dos anclajes inferiores (B y C). Al no descansar el peso del motor sobre este punto, los pasadores utilizados son mucho más delgados que en los otros dos puntos de apoyo.

- Los puntos de enlace posterior y anterior (B y C) están diseñados con un solo pasador. Aunque presentan ligeras diferencias de diseño en función de su posición relativa, en ambos casos consisten en un pasador metálico roscado en uno de sus extremos, que pasa a través de una pieza metálica cilíndrica (ligada al bloque del motor) situada entre dos placas exteriores (correspondientes al bastidor). Rodeando al pasador, se sitúan dos anillos de goma interiores (destinados a mitigar la componente horizontal de las vibraciones) y otros dos anillos de goma exteriores (destinados a mitigar la componente vertical). Entre los anillos de goma, se sitúan piezas de plástico rígidas que sirven para darles continuidad horizontal. Todos las caras adyacentes entre los soportes del motor y las pletinas del bastidor están aisladas mediante las correspondientes arandelas de goma.

## Prototipos
Como parte de un intento de producir nuevos modelos a partir de piezas existentes, NVT produjo algunos prototipos utilizando el sistema Isolastic de montaje del motor. Ninguno de los prototipos llegó a la línea de producción.

### Norton P92
El modelo P92 estaba equipado con un motor BSA B50 en el bastidor de las BSA Fury/Triumph Bandit, usando los montantes Isolastic de las Norton Commando. El Departamento de Transporte de los Estados Unidos había ordenado que todas las motocicletas vendidas en los Estados Unidos tuvieran el cambio marchas en el lado izquierdo. La B50 tenía la palanca de cambios en la derecha, por lo que para cumplir con este requisito, el motor estaba inclinado hacia adelante en el bastidor y una articulación pasaba por debajo de la caja de cambios para situar el cambio de marchas a la izquierda.

### 900 Commando
También se produjo un prototipo denominado 900 Comando, que utilizaba un motor Triumph T180 de tres cilindros (un motor T160 Trident con su capacidad incrementada a 870 cc) sobre el bastidor de una Commando.